# Deus Ex: Human Revolution
Deus Ex: Human Revolution est un jeu de tir à la première personne qui emprunte au jeu de rôle et au jeu d'infiltration. Développé par Eidos Montréal et édité par Square Enix, il sort en Amérique du Nord le 23 août 2011 sur PC, Xbox 360 et PlayStation 3, puis progressivement dans le reste du monde.
Troisième épisode de la saga Deus Ex et préquelle des deux premiers opus, son histoire se déroule en l'an 2027, 25 ans avant les faits présentés dans Deus Ex, dans une période où les multinationales gagnent en puissance, bien au-delà du contrôle des gouvernements. Le joueur y incarne Adam Jensen, chef de la sécurité chez Sarif Industries, qui après une attaque brutale par des terroristes sur le quartier général de la multinationale, se retrouve mortellement blessé et forcé de subir une intervention chirurgicale remplaçant de nombreuses parties de son corps par des prothèses avancées et des augmentations mécaniques. Jensen est alors impliqué dans la politique mondiale des augmentations humaines, à la recherche des personnes responsables de l'attentat.
Le thème central du jeu est l'essor des sociétés dans la mondialisation, l'espionnage, la survie de l'homme, la pauvreté et l'éthique du transhumanisme avec le remplacement artificiel de parties du corps humain.
Une version améliorée et agrémentée des contenus téléchargeables précédemment mis en ligne (Le Chaînon Manquant), titrée Deus Ex: Human Revolution Director's Cut, devait sortir exclusivement sur Wii U le 7 mai 2013. Repoussée au 25 octobre 2013, elle sort conjointement sur Wii U, PC, PlayStation 3 et Xbox 360. Cette version apporte six heures supplémentaires de jeu par rapport à la version standard.

## Trame

### Univers
Le joueur évolue dans un univers dit cyberpunk imprégné de hard science-fiction, pollué à l'extrême. Des émissions télévisées sur les conséquences et solutions de cette pollution peuvent être entendues tout au long de l'aventure. Les buildings immenses d'Hengsha plongent la ville basse dans une obscurité permanente. Les couleurs qui composent l'univers lui confèrent une atmosphère particulière, le orange et le noir dominent, ce qui contribue à une impression de sur-pollution.
La technologie est présente en abondance dans cet univers cyberpunk : les journaux sont électroniques et les ordinateurs sont présents partout. La biotechnologie est au centre du scénario, avec la découverte de « Sarif Industries » qui va bouleverser le monde : les augmentations. Ces augmentations sont des produits issus de la science qui peuvent être associés au corps humain, comme des bras bioniques ou bien des implants neuraux rendant la vue et les réflexes bien meilleurs.
Un soin tout particulier est accordé au design de l'ensemble. Que ce soit les vêtements, les bâtiments, les tableaux ou même les décors intérieurs, le tout est pensé et dessiné par des professionnels pour coller à cet univers futuriste tout en restant réaliste.

### Contexte

Logo de l'entreprise fictive Sarif Industries présente dans le jeu.

L'histoire prend place en 2027, 25 ans avant les événements de Deus Ex, pendant l'émergence de la cybernétique et du transhumanisme. L'homme peut désormais remplacer les membres de son corps à sa guise, il est ainsi possible de se faire greffer des prothèses pour se déplacer plus rapidement ou bien voir à travers les murs. Dans ce contexte naît un conflit entre Sarif Industries, une multinationale productrice de ce nouveau concept, et ses détracteurs. Sarif Industries prétend que ce procédé pourrait améliorer la vie des gens, mais ses opposants affirment qu'en devenant un cyborg, l'être humain devient dépendant d'une substance coûteuse, la neuropozyne, censée les aider à éviter tout rejet de la prothèse cybernétique.

### Scénario
Adam Jensen, ancien agent du SWAT, s'est reconverti dans la sécurité privée à la suite de l’échec d’une mission qui a abouti à un massacre. Il travaille alors comme chef de la sécurité pour Sarif Industries, un des meneurs du marché de la biotechnologie. L'activité principale de cette entreprise est l'augmentation mécanique d'êtres humains. Lors d’une attaque menée par un groupe de mercenaires dans un laboratoire de Sarif Industries, son ex-compagne Megan Reed, scientifique de génie, est tuée avec son équipe de chercheurs. Adam est quant à lui gravement blessé par balle, notamment à la tête, par Jaron Namir, leader du groupe d'attaque. Pour le sauver, Sarif va devoir lui greffer des augmentations, afin de remplacer ses bras, ses jambes, et une partie importante de sa cage thoracique. Ils en profitent aussi pour lui rajouter des implants neuraux, lui permettant d'amplifier ses capacités d'analyse.
Après six mois de convalescence, Adam Jensen est de nouveau sur pied. Alors qu’une prise d’otages dans l'usine de Milwaukee du groupe par des militants anti-augmentations le force à se remettre de suite en action, commence pour lui une enquête à travers le monde pour découvrir qui a assassiné Megan et son équipe et ainsi découvrir qui tire les ficelles. En effet, dans l'usine, Jensen croise la route d'un pirate informatique, Yune, lui aussi augmenté — détail étrange —, en train de voler des données du système de Sarif ; le pirate retourne alors une arme contre lui, mais comme s'il n'était pas maître de son corps. Après avoir récupéré le hub neuronal du hacker à la morgue, Adam et son collègue Pritchard tracent le signal vers une base secrète de la FEMA, où les mercenaires se cachent avec des stocks importants d'armes et de nombreux combattants augmentés. Après avoir confronté Namir et Federova, Adam doit se battre contre Barret, l'un des sbires de Namir. Barret est vaincu et donne à Adam une adresse dans Hengsha City, une ville insulaire au large des côtes de la Chine, avant de tenter de le tuer dans l'explosion de ses grenades.
Adam, avec sa pilote Faridah Malik, se rend à Hengsha pour trouver l'homme qui donnait les ordres au pirate, Arie van Bruggen. Adam apprend que van Bruggen a un contrat sur sa tête de la part de la cheffe de Tai Yong Medical, Zhao Yun Ru, et se cache grâce à un groupe des Triades. Quand Adam trouve van Bruggen, ce dernier le reconnaît car il l'a vu à travers les yeux du pirate Yune qu'il avait contraint à se suicider puis van Bruggen lui donne accès aux locaux de Tai Yong Medical. Une fois là-bas, Adam trouve un enregistrement qui révèle que Megan et les autres scientifiques sont encore en vie, et que leurs puces de localisation ont été rendues indétectables. Il découvre également qu'Eliza Cassan, présentatrice de journaux télévisés et grande figure des médias, est impliquée, la compagnie qui l'emploie ayant utilisé ses satellites pour masquer le signal des puces lors de l'enlèvement. Quand Jensen trouve Zhao et l'interroge, celle-ci révèle qu'elle travaille avec un groupe de personnes très puissantes et influentes, avant de sonner l'alarme, ce qui oblige Adam à s'échapper et à aller trouver Eliza Cassan au siège de Picus, à Montréal.
À son arrivée dans les bureaux de Picus, Jensen, en se rendant jusqu'au bureau d'Eliza, trouve le bâtiment vide . Il se trouve ensuite face à un hologramme de celle-ci juste avant que des mercenaires envahissent les locaux. Aidé par Pritchard, Adam part à la recherche d'Eliza dans une pièce secrète au cœur du complexe et fait une incroyable découverte : Eliza Cassan n'est qu'une intelligence artificielle très avancée créée par le groupe Zhao. Après qu'il a questionné Federova, femme mercenaire ayant attaqué le complexe de Sarif, Eliza lui montre un hologramme de Jaron Namir qui parle avec un médecin et militant anti-augmentation, Isaias Sandoval, ce dernier révélant que les GPL sont toujours actifs. Eliza l'aide ensuite à s'échapper et lui dit de parler avec David Sarif, tout en l'avertissant que « tout le monde ment ». Face à Sarif, Adam apprend que la force dissimulée derrière tout cela est une société secrète tristement célèbre, appelé parfois Illuminati, qui contrôle secrètement les événements de l'histoire depuis des siècles. Après avoir rencontré Bill Taggart (ou sans le faire), Adam trouve Sandoval qui lui révèle que les puces ne peuvent être enlevées sans tuer les scientifiques, elles ont donc été modifiées pour émettre sur une bande passante plus faible, de sorte qu'ils peuvent encore être trouvés. L'un de ces traqueurs est repéré à Hengsha, celui du scientifique Vasili Sevchenko. Quand Jensen débarque, son hélicoptère tombe dans une embuscade tendue par des mercenaires de Belltower à la solde de Tai Yong et Malik meurt (ou non). À la source du signal, Jensen trouve non pas le scientifique, mais Tong, le chef des Triades, qui s'est fait greffer le bras de Sevchenko où se trouve l'émetteur. Tong l'envoie vers un entrepôt appartenant à Belltower. Il suggère à Adam de poser une bombe dans les locaux, afin de créer une distraction massive qui permet à la fois à Tracer, le fils de Tong, de s'évader, et à Adam lui-même de se cacher dans une capsule d'hibernation.
Pendant la majeure partie de ce chapitre du jeu, et durant plusieurs niveaux à la suite, Adam subit des bugs de son logiciel d'augmentation, problème qui se répand et dont les victimes sont invitées à obtenir une puce correctrice dans les cliniques LIMB ; ce point peut donc être corrigé ou non, ce qui influencera la suite de l'histoire.
Après avoir été découvert par Beltower, Adam se retrouve prisonnier du colonel Peter Burke et du lieutenant Netanya Keitner. Ayant réussi à se libérer grâce à un mystérieux inconnu qui le guide en l'appelant "Bratàn" (mon frère en russe), il découvre que le bateau se dirige vers le camp de l'Ilot du Fusilier, une base de Belltower située dans le Pacifique et qui n'existe sur aucune carte. Sur place, Jensen retrouve Keitner qui en réalité joue un double jeu, puisqu'elle travaille sous couverture pour le compte d'Interpol. Elle demande de l'aide à Jensen car elle soupçonne Burke et ses hommes de se livrer à un trafic d'êtres humains. Afin de s'approvisionner en armes, Keitner recommande Garvin Quinn à Jensen qui entame son enquête. En discutant avec les chercheurs, Jensen découvre la base du projet Hyron. Mais Burke s'est rendu compte de la trahison de Keitner et la tue sans sommation. Jensen vainc le colonel félon. Il rejoint ensuite Quinn qui lui avoue qu'il était la mystérieuse voix qui le guidait depuis sa capture, et qu'il s'est fait passer pour Interpol auprès de Keitner. En réalité, Quinn fait partie d'un mystérieux groupe de cyberterroristes (le nom Janus est révélé). De plus, Quinn est un nom d'emprunt. À la suite de cette conversation, Jensen quitte le camp de l'Ilot du Fusilier par hélicoptère.
Jensen se réveille quelques jours plus tard dans une base secrète à Singapour, où il trouve les trois scientifiques survivants et les convainc  de créer une diversion simultanée pour accéder au complexe où se trouve Megan. Après avoir pris connaissance de détails de la part des autres scientifiques, il entrevoit le plan des Illuminati : ils ont enlevé l'équipe de Sarif, créé les défauts de puces et ont enjoint à la plupart des multinationales d'implanter un nouveau type de bio-puce qui agit comme un coupe-circuit pour les humains augmentés, ce qui va permettre aux Illuminati de contrôler la population augmentée. Adam retrouve Zhao, qui tente d'utiliser le coupe-circuit sur lui (avec succès ou non), puis qui ordonne à Namir de le tuer. Après avoir vaincu Namir, Adam retrouve Megan et lui reproche d'avoir coopéré avec ceux qui ont failli le tuer. Megan, lui assurant que l'enlèvement était réel, lui explique plus en détail sa découverte : la clé pour permettre une bonne assimilation des augmentations par les tissus vivants était le propre ADN d'Adam, et les Illuminati voulaient l'utiliser pour leurs propres intérêts. En outre, elle révèle que Hugh Darrow, un des fondateurs de la technologie d'augmentation, a comploté en secret contre les Illuminati. C'est alors qu'ils voient une émission de Panchaia, une usine construite en Antarctique pour contrer le réchauffement climatique par épandage de sels ferriques. Là, Hugh Darrow démarre le signal de commande, mais au lieu de désactiver les augmentations, il commence à rendre fou toute personne qui en possède à travers le monde.
Alors que Megan s'échappe avec les autres scientifiques, Adam se rend à Panchaia, où il trouve Darrow seul, assistant au chaos ambiant. Darrow explique qu'il fait cela pour forcer les Illuminati à se montrer et pour avertir le monde des dangers de la technologie d'augmentation. Il offre la possibilité à Adam de révéler la vérité sur le complot afin de s'assurer que la technologie d'augmentation soit interdite pour de bon. Comme il avance à travers le complexe, Adam trouve à la fois Taggart et Sarif vivants, chacun lui proposant un choix alternatif : Sarif suggère de rejeter la responsabilité sur le Front de l'humanité — ouvrant la voie à de nouvelles expériences avec la technologie d'augmentation —, tandis que Taggart pense qu'il faut dénoncer la drogue anti-rejet d'augmentation de mauvaise qualité — forçant ainsi à réglementer strictement l'implant d'augmentation).
Adam se rend finalement au cœur du complexe, où repose le projet Hyron : un système basé sur la technologie des augmentations poussée à l'extrême sous la forme d'un supercalculateur hybride humain-quantique. Il y trouve également Zhao, qui se prépare à le pirater en se connectant au Hyron pour le mettre au service des Illuminati. Adam détruit l'ordinateur et tue Zhao. Il se rend ensuite au centre de contrôle où Eliza lui offre un choix de quatre options possibles pour mettre fin au jeu (et définir l'évolution de la technologie des augmentations) : suivre les conseils de Sarif, de Taggart, de Darrow ou détruire Panchaia complètement, laissant le monde sans réponse et sans personne pour raconter une quelconque vérité. Tous ces choix conduisent à une fin où l'on entend Adam réfléchir sur le passé de l'humanité, sur la façon dont ses augmentations ont porté atteinte à sa propre nature humaine, et espérer que les hommes feront les bons choix dans l'avenir.
Dans une scène post-générique préfigurant les événements de Deus Ex, Bob Page parle avec Morgan Everett sur l'utilisation des restes du projet Hyron pour quelque chose qu'ils pourraient utiliser dans l'initiative « Morpheus ». Megan Reed révèle travailler pour lui sur un « nanovirus » (la Peste Grise). On comprend également par le succès-trophée déverrouillé en regardant la scène (Le Projet D) que l'ADN d'Adam sera utilisé comme base pour la création des frères Denton.

## Voix françaises
- Frédéric Popovic : Adam Jensen
- Barbara Beretta : Megan Reed
- Marc Alfos : David Sarif
- Sébastien Desjours : Francis "Frank" Pritchard
- Laëtitia Lefebvre : Faridah Malik
- Pierre Dourlens : Hugh Darrow
- Pierre François Pistorio : William "Bill" Taggart
- Sybille Tureau : Eliza Cassan
- Patrice Baudrier : Jaron Namir
- Eric Peter : Lawrence Barrett
- Paul Borne : Harry Von Brugen
- Philippe Catoire : Jack O'Malley, Lieutenant Chase
- Pierre Tessier : Isaias Sandoval
- José Luccioni : Tong Si Hung
- Vincent Ropion : Bobby Bao
- Hervé Jolly : Bob Page
- David Krüger : Ezekiel "Zeke Sanders" Sandoval
- Gilbert Lévy : le vendeur du marché noir de Détroit, Anonymous X
- Michel Barbey : Brent Ratford
- Stéphane Ronchewski : Wing Hui
- Laurent Morteau
- Martial Le Minoux
- Frantz Konfiac
- Benoit Du Pac
- Phillipe Dumond
- Odile Shmidt
- Pascal Germain

## Système de jeu
Deus Ex: Human Revolution emprunte ses mécanismes au jeu d'infiltration, au jeu d'action, au jeu d'aventures et au jeu de rôle.
Lors de l'intrigue principale, Jensen a la possibilité de suivre des quêtes annexes en discutant avec diverses personnes qui tenteront de le contacter, l'éloignant souvent de sa quête principale, mais lui procurant des récompenses précieuses (crédits, améliorations, kits de dynamisation, etc.) en plus de l'expérience. Certaines quêtes possèdent des objectifs facultatifs, comme s'introduire discrètement dans un territoire — le fait de déclencher l'alerte annule cet objectif secondaire, mais n'invalide pas la quête.
Lors des phases d'action, Jensen peut utiliser un système de couverture pour se dissimuler aux yeux de ses adversaires derrière des obstacles comme des barrières ou des caisses. Il peut tenter de rejoindre son objectif de manière furtive, en observant les rondes des patrouilles et en évitant de se faire remarquer. Il existe des couloirs alternatifs tels des conduits d'aération qui permettent d'avancer à l'insu des personnages. Enfin il doit éviter d'être repéré par les systèmes de sécurité présents sous forme de caméra (leur angle de perception étant dévoilé au joueur) ou de tourelles de sécurité.
Le système de couverture sert aussi à se protéger des attaques des adversaires, le joueur devant trouver le moment adéquat pour tirer sur un adversaire à découvert. Les points de vie sont régénérés après un temps de latence, pour permettre au joueur d'avancer même après un combat éprouvant.
L'expérience de Jensen augmente au fil du jeu : l'accès à certaines zones, la manière dont il se débarrasse de ses adversaires (de manière létale ou non-létale, par des tirs dans la tête), la réussite de ses missions, la manière dont il gère des conflits (par la furtivité ou la diplomatie), le piratage de systèmes de sécurité ainsi que des objectifs divers (en apprendre plus sur l'environnement par le biais de journaux électroniques) confère des points d'expérience qui lui permettent d'améliorer ses augmentations. Le système d'amélioration de Jensen revient sous la forme d'un arbre de compétences, associé à chacune des parties du corps. Les améliorations ne sont pas nécessairement mélioratives comme dans le premier opus (réduction de la consommation, amélioration quantitative des effets) mais peuvent débloquer de nouveaux effets contextuels. Selon les options débloquées, il est possible de moduler son style de jeu, évitant un personnage complètement martial ou furtif, mais en faisant un hybride ; d'autres options permettent de débloquer des compétences à l'usage plus contextuel, comme une augmentation de la capacité d'analyse du comportement des personnages ou la possibilité de ralentir sa chute d'une certaine hauteur.
Le piratage se gère par un mini-jeu, dans lequel un schéma représentant des nœuds numérotés sont reliés par des ponts. Plus le nœud a une valeur forte, plus la possibilité de déclencher une alerte est élevée, à charge au joueur d'opter pour les chemins les plus sûrs ou les plus risqués. Certains nœuds confèrent des bonus pour le piratage présent (diminuer les difficultés, transférer les difficultés, etc.), d'autres contiennent des bonus (expérience, crédits ou virus qui donnent des avantages lors des futurs piratages). Il est possible aussi de fortifier des nœuds, mais cela comporte son lot de risques d'alerte. Si celle-ci est lancée à la suite de la capture d'un nœud, un chronomètre se déclenche et le joueur n'a plus que quelques secondes pour terminer le piratage, difficulté modérée par les nœuds déjà débloqués ou fortifiés.
De même que dans les opus précédents, l'équipement est limité par un système de quadrillage. Le joueur doit alors choisir les armes, munitions et autres pièces d'équipement en maîtrisant l'espace de son inventaire, incitant une fois de plus le joueur à opter pour un style de jeu — il ne peut pas posséder toutes les armes et gérer facilement toutes les situations de combat. Il peut aussi acquérir, par l'achat auprès de trafiquants d'armes ou par des découvertes, des améliorations pour ses armes lui permettant d'augmenter la cadence de tir, les dégâts ou la capacité de munitions. Certaines améliorations sont propres à un type d'armes limité, comme l'amélioration anti-blindages qui permet au revolver de détruire les robots ou caméras.

## Développement
Développé par Eidos Montréal depuis 2007, il s’agit du premier jeu de ce studio canadien. La société Nixxes Software s'est chargée de la version PC. Le jeu a été porté sur Mac OS X et est disponible à la vente depuis le 26 avril 2012 sur le Mac App Store ou chez MacGames.

## Musique
La musique de Deus Ex: Human Revolution a été composée par Michael McCann.

## Accueil
Deus Ex: Human Revolution a reçu un très bon accueil critique, tant sur PC que sur consoles de salon.
Le jeu s'est vendu à plus de deux millions de copies dans le monde pendant le premier mois, d'après les rapports financiers de Square Enix, devenant alors le jeu le plus vendu lors de sa semaine de sortie.